# FC Minerva Lintgen (féminines)
Le FC Minerva Lintgen est un club de football féminin situé à Lintgen au Luxembourg. C'est la section féminine du FC Minerva Lintgen.

## Palmarès
- Finaliste de la Coupe du Luxembourg : 2010